# Levin Kipnis

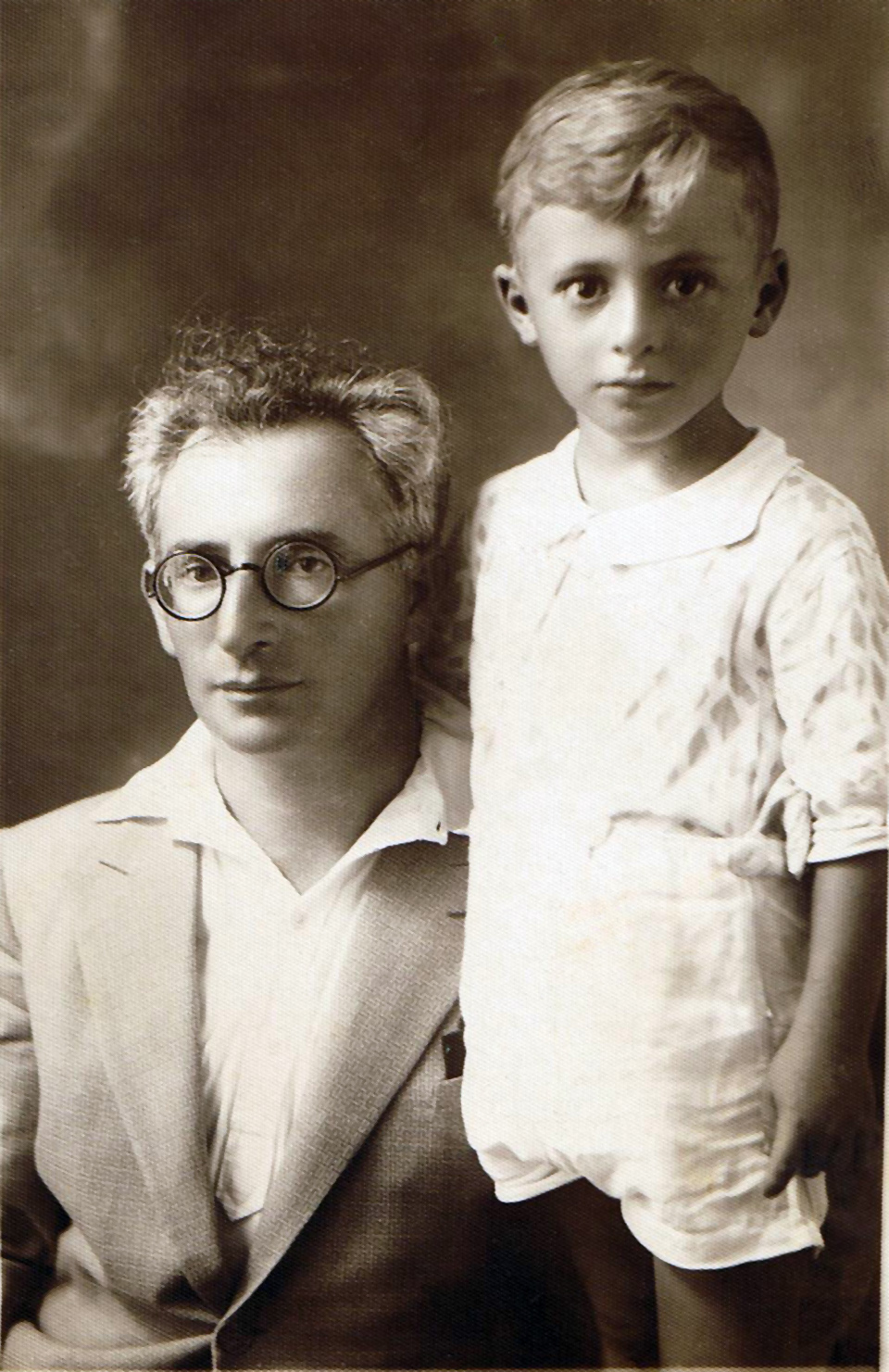
Levin Kipnis mit seinem Sohn Shai (um 1930)

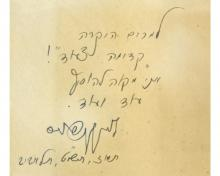
Eigenhändige Widmung (1959)

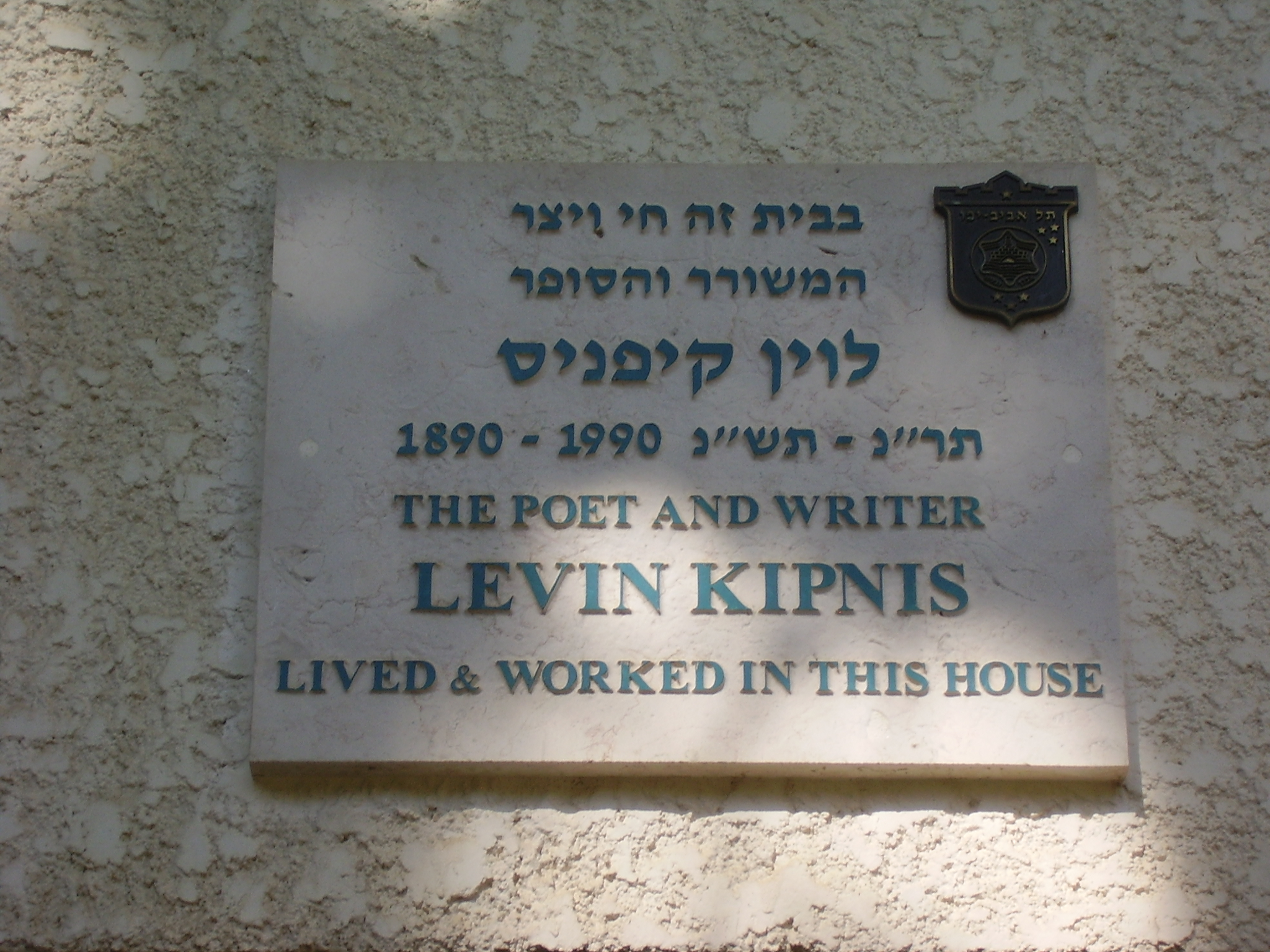
Erinnerungstafel in Tel Aviv

Levin Kipnis (ukrainisch Левін Кіпніс, hebräisch לֶוִין קִיפְּנִיס, geboren 17. August 1894 in Uschomyr im Gouvernement Wolhynien im Russischen Kaiserreich; gestorben 20. Juni 1990 in Tel Aviv) war ein israelischer Kinderbuchautor.

## Leben
Levin Kipnis wuchs als Sohn eines Chasans in einer kinderreichen Familie im Ansiedlungsrayon der Juden im Russischen Kaiserreich auf.  Er besuchte den Cheder und wurde in Schytomyr und Warschau zum Sofer ausgebildet. 1910 wurde seine erste Kindergeschichte publiziert. 1913 emigrierte er in das ottomanische Palästina und besuchte in Jerusalem die von Boris Schatz gegründete Bezalel-Kunstgewerbeschule. Er gründete in Jaffa seinen ersten Kinderbuchverlag. Während des Ersten Weltkriegs wurde er von der ottomanischen Regierung zur Landarbeit zwangsverpflichtet. Danach arbeitete er bei Bezalel in der musischen Ausbildung von Kindergärtnerinnen und gab Unterrichtsmaterialien heraus. 1922 hielt er sich in Berlin auf und schrieb dort drei jiddische Kinderbücher, darunter ein Alphabet, die in Berliner jiddischen Verlagen für den osteuropäischen Markt produziert wurden. Ab 1923 lehrte er bis 1956 an der 1912 vom Chibbat Zion gegründeten Levinsky-Lehrerbildungsanstalt in Tel Aviv, die nach dem Schriftsteller und Aktivisten Elhanan Levinsky (1857–1910) benannt wurde und die sich für die hebräische Sprache entschied. Er war 1928 an der Gründung eines Kindertheaters beteiligt, das er 25 Jahre lang leitete.
Kipnis schrieb 800 Geschichten und 600 Gedichte, vornehmlich in Hebräisch, die zum Teil auch vertont wurden. Aus seinen in Jiddisch geschriebenen Büchern veröffentlichte er 1961 nochmals eine Auswahl.
Er erhielt 1976 den Lamdan-Preis und 1978 den Israel-Preis für Kinderliteratur.

## Werke (Auswahl)
- Alef Bet. Illustrationen von Ze'ev Raban. Berlin : Verlag HaSefer, S.D. Saltzmann., 1923 [jiddisch]